# Stephen Hunt (football, 1956)
Pour les articles homonymes, voir Stephen Hunt et Hunt.
Stephen Hunt est un footballeur anglais né le 4 août 1956 à Birmingham qui évoluait au poste de milieu latéral.

## Biographie
Natif de Birmingham, Stephen Hunt effectue la majeure partie de sa carrière professionnelle dans trois clubs des Midlands de l'Ouest : Aston Villa, Coventry City et West Bromwich Albion. Il figure également dans l'effectif du Cosmos de New York lors de trois saisons du championnat de soccer nord-américain, la North American Soccer League.
Stephen Hunt compte deux sélections en équipe d'Angleterre. Il dispute le 26 mai 1984 la rencontre contre l'Écosse lors du British Home Championship 1983-1984 à Hampden Park (match nul 1-1), puis un match amical contre l'Union soviétique le 2 juin de la même année à Wembley (défaite 2-0). Il reste sur le banc lors de la tournée sud-américaine qui s'ensuit au mois de juin, et n'est plus jamais appelé par le sélectionneur Bobby Robson par la suite.